# 阿泰莱塔
阿泰莱塔（義大利語：Ateleta），是意大利阿奎拉省的一个市镇。总面积41.62平方公里，人口1190人，人口密度28.6人/平方公里（2009年）。ISTAT代码为066005。